# Truplaya erythropyga
Truplaya erythropyga är en tvåvingeart som beskrevs av Loïc Matile 1978. Truplaya erythropyga ingår i släktet Truplaya och familjen platthornsmyggor.
Artens utbredningsområde är Uganda. Inga underarter finns listade i Catalogue of Life.